# 劉東生
劉 東生（りゅう とうせい、1917年11月22日 - 2008年3月6日）は、中華人民共和国の地質学者。奉天省瀋陽県出身。中国科学院院士。

## 経歴
原籍は天津市で、1917年11月22日に奉天省瀋陽県に生まれた。父の劉輯五は奉天鉄道の皇姑屯駅の駅長。母は趙博直。天津南開中学を経て、1942年6月、西南聯合大学（南開大学学籍）地理気象系を卒業。1944年、成都近郊の鳳凰山空港連合軍第二空軍（クレア・リー・シェンノート将軍の部隊）招待所に勤務する。1945年、呉金鼎とともに成都彭家場軍用空港招待所に異動された。まもなく西安連合軍空軍招待所に移転された。1949年、国立中央大学生物系を卒業。大学卒業後、中国科学院地質研究所の研究員を務めた。
2008年3月6日に北京市で死亡した。享年90。

## 栄典
- 1980年、中国科学院院士
- 1991年、第三世界科学院院
- 1996年、欧亜科学院院士

## 受賞
- 1982年、国家自然科学二等賞
- 1991年、国家自然科学二等賞
- 2000年、国家自然科学二等賞
- 2002年、タイラー賞
- 2003年、国家最高科学技術賞[1]